# Francisco Fernández Ordóñez

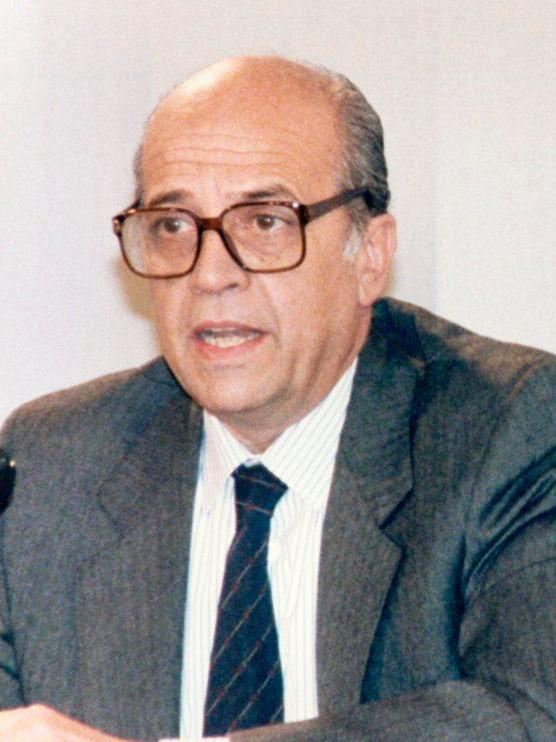
Francisco Fernández Ordóñez (1988)

Francisco José Fernández Ordóñez (* 1930 in Madrid; † 7. August 1992 ebenda) war ein spanischer sozialdemokratischer Politiker (UCD, PAD, ab 1983 PSOE). Er war Minister der Finanzen (1977–79), Justiz (1980–81) und Auswärtigen Angelegenheiten (1985–1992).

## Leben

### Studium und berufliche Laufbahn
Nach dem Studium der Rechtswissenschaften an der Universität Complutense Madrid, das er mit Auszeichnung abschloss, trat er 1954 als Staatsanwalt (fiscal) in den Justizdienst. 1959 wechselte er in die Finanzverwaltung, 1967 schloss er das Diplom im International Tax Program der Harvard University in den USA ab. Danach wurde er – noch während der Franco-Diktatur – technischer Generalsekretär und 1973 Unterstaatssekretär im Wirtschaftsministerium. Im Februar 1974 wurde Fernández Ordóñez zum Präsidenten des Instituto Nacional de Industria (INI) ernannt, er trat aber bereits im November desselben Jahres aus politischen Gründen zurück.

### Politische Laufbahn
Nach 1974 schloss er sich der kleinen, von Dionisio Ridruejo gegründeten Unión Social Demócrata Española (USDE) an, die nach dem Tod Francos in der Federación Socialdemócrata und dann in der Partido Social Demócrata (PSD) aufging. Diese wiederum verband sich 1977 mit der Unión de Centro Democrático (UCD) des damaligen Premierministers Adolfo Suárez verband. Die UCD gewann die erste freie Wahl der Transición im Juni 1977 und Fernández wurde als Abgeordneter in den Congreso de los Diputados gewählt, dem er bis Anfang 1983 angehörte. Am 4. Juli 1977 wurde Fernández zum Finanzminister in Suárez’ Kabinett ernannt (bis April 1979). In dieser Position war er für die spanische Steuerreform von 1977 verantwortlich. 
Am 8. September 1980 wurde er Justizminister, trat aber am 31. August 1981 aus Protest gegen Polizeiübergriffe von diesem Amt zurück und aus der UCD aus. Anschließend gründete er die kleine sozialdemokratische Partido de Acción Democrática (PAD). Zu den Wahlen 1982 verbündete diese sich mit der siegreichen Partido Socialista Obrero Español (PSOE), mit der sie anschließend fusionierte. Nach der Wahl wurde er von Premierminister Felipe González am 28. Oktober 1982 zum Präsidenten des Verwaltungsrats der Außenhandelsbank (Banco Exterior de España) ernannt. 
Am 5. Juli 1985 folgte seine Ernennung zum Außenminister im Kabinett von González. Der Premierminister strebte eine Stärkung der spanischen Beziehungen in Lateinamerika an. Mit dieser Mission unternahm Fernández Ordóñez von Januar bis August 1986 Reisen nach Mittel- und Südamerika (Costa Rica, Kolumbien) und in die Karibik. In Bogotá traf er im August 1986 mit dem neu gewählten Präsidenten Virgilio Barco zusammen.
Von 1986 bis 1989 war er zudem erneut Abgeordneter der PSOE. Während seiner Amtszeit trat Spanien 1986 der Europäischen Gemeinschaft bei. Er war darüber hinaus im ersten Halbjahr 1989 auch der erste spanische Präsident des Rats der Europäischen Gemeinschaft. Das Amt des Außenministers übte er bis kurz vor seinem Tode aus und wurde am 22. Juni 1992 aufgrund seines Gesundheitszustandes durch Javier Solana abgelöst.
Im November 1992 wurde ihm posthum der Doctor honoris causa der Polytechnischen Universität von Valencia verliehen.